# 丽塔·维塔迪尼
丽塔·维塔迪尼（義大利語：Rita Vittadini，1914年3月19日—2000年），生于帕维亚，意大利女子竞技体操运动员。她曾代表意大利获得1928年夏季奥运会体操比赛女子团体全能银牌。